# يي جيا
يي جيا (بالصينية: 叶佳) هو لاعب كرة قدم صيني في مركز الوسط، ولد في 1 ديسمبر 1981 في شانغهاي في الصين. شارك مع منتخب هونغ كونغ لكرة القدم. أما مع النوادي، فقد لعب مع نادي شانغهاي بودونغ لكرة القدم.